# Stadio Cuauhtémoc
Lo Stadio Cuauhtémoc è uno stadio di calcio situato a Puebla, nello stato omonimo, a 110 chilometri ad est di Città del Messico.
Lo stadio, che ha una capienza di 51 726 posti a sedere, è la casa di FC Puebla, una delle più antiche e più importanti squadre di calcio in Messico. Questo stadio ha ospitato due Coppe del Mondo di calcio: i Mondiali del 1970 e quelli del 1986.
Lo stadio, ristrutturato nel 2015 con l'aggiunta di un rivestimento esterno a pannelli di Etilene Tetrafluoroetilene, è intitolato a Cuauhtémoc, che è stato l'ultimo imperatore azteco.